# اقوام ساکن ایران
اقوام ایران به گروه‌های قومی که هم‌اکنون در کشور ایران زندگی می‌کنند گفته می‌شود. این اقوام که هر یک با فرهنگ خاص و گاه تفاوت‌های نژادی، نقش اساسی‌ در تاریخ و پیشبرد تمدن و فرهنگ ایرانی‌ داشته‌اند. 
کشور ایران در طول تاریخ طولانی خود هیچ گاه یک کشور تک‌قومیتی، تک‌زبانی یا تک‌فرهنگی نبوده است و از ترکیب جمعیت‌های قومی متنوعی تشکیل یافته و گوناگونی فرهنگی قابل توجهی را در عرصه‌های جغرافیایی از خویش به نمایش گذاشته است. آمارهای دقیقی از سهم قومیت‌های مختلف وجود ندارد. فارس‌ها بیشتر تعداد جمعیت را به خود اختصاص می‌دهند. این گروه قومی حدود ۵۵ تا ۶۰ درصد جمعیت ایران را تشکیل می‌دهد. بقیه جمعیت نیز شامل سایر گروه‌های قومی همچون آذری، کرد، بلوچ، عرب، گیلک، مازندرانی، لُر، لک، تات، تالش، ترکمن می‌شود.
جامعه ایران علاوه بر تنوع قومی از نظر مذهبی‌ نیز تک‌شکل نیست و بعضی‌ اقوام هم اهل تشیع و هم اهل تسنن دارند. بیشترین فراوانی شیعیان به اقوام گیلک، مازندرانی، فارس‌، لر و سپس تُرکهای آذربایجان و بیشترین فراوانی اهل تسنن به اقوام ترکمن و بلوچ متعلق است. قوم کُرد توزیع متعادل‌تری را بین این دو مذهب نشان می‌دهد که تقریباً نیمی از آنها اهل تشیع و نیمی دیگر اهل تسنن (فقه شافعی) هستند.

## تعدد زبانی
هر ایرانی‌ وجود و حضور زبان‌ها و سنت‌های مختلف فرهنگی‌ در کشور را یک امتیاز برای کشور می‌‌شمارد. دوزبانگی و چندزبانگی پدیده‌ای جهانی است و تقریباً به ندرت می‌توان کشوری یافت که دست کم بخش کوچک از جمعیت آن به دو یا چند زبان تکلم نکنند. تحقیقات نشان می‌دهد که ۸۰ درصد جمعیت جهان دوزبانه یا چندزبانه هستند. بعضی از تحقیقات داخلی نشان می‌دهد که در ایران حدود ۷۵ درصد از کودکان در خانه به زبانی غیر از زبان فارسی صحبت می‌کنند. برخی از گویش‌هایی که به عنوان گویش‌های زبان فارسی قلم‌داد شده‌اند، تفاوت شدید با زبان فارسی معیار دارند و اغلب برای متکلمان زبان فارسی معیار قابل فهم نمی‌باشند، مانند گویش‌های آبادانی، دزفولی-شوشتری، بوشهری، بندری (هرمزگانی)، کرمانی، گویش‌های منطقه فارس، زبان‌های ایران مرکزی، یزدی، نائینی، نطنزی، شهر کُردی و بیرجندی.

## فرهنگ
ایران، مردمی از اقوام گوناگون دارد که همگی، خود را دارای هویت ایرانی (ملی) می‌دانند و تاکنون، جشن‌های ملی ایران را پاس داشته‌اند. اعیاد و سوگواری‌های اسلامی نیز در این کشور بسیار رایج است. پس از انقلاب ۱۳۵۷ ایران، مراسم‌های اسلامی شکلی مجلل به خود گرفتند و هویت اسلامی، توسط حکومت تازه، پشتیبانی شد. در تاریخ ۴ اسفند ۱۳۸۸ (۲۳ فوریه ۲۰۱۰)، مجمع عمومی سازمان ملل متحد با تصویب قطعنامه‌ای روز ۲۱ مارس برابر با ۱ فروردین را در چارچوب مادهٔ ۴۹ و تحت عنوان فرهنگ صلح به عنوان روز جهانی نوروز به تصویب رسانده و در تقویم خود جای داد، طی این اقدام که برای نخستین‌بار در تاریخ این سازمان صورت گرفت، نوروز ایرانی به‌عنوان یک مناسبت بین‌المللی به رسمیت شناخته شد. این آیین باستانی ایرانی، توسط پیروان ادیان مختلف و در کشورهای دیگر نیز جشن گرفته می‌شود. این جشن به عنوان مهم‌ترین تعطیلات ایران شناخته می‌شود و از چهارشنبهٔ آخر سال که چهارشنبه‌سوری در آن برگزار می‌شود، آغاز شده و با تعطیلات یک هفته‌ای، به روز سیزدهم سال جدید می‌رسد که سیزده‌به‌در نام دارد و در آن، مردم به پیک‌نیک می‌روند.

### آشپزی و خوراک
آشپزی ایرانی کاملا محصول جغرافیا و محصولات خوراکی درون ایران بوده و است و خواهد بود.

## فهرست اقوام ساکن ایران
- فارس‌ها
- آذری‌ها
- کُردها
- لُرها
- بلوچ‌ها
- عرب‌ها
- مازندرانی‌ها
- گیلک‌ها
- تالش‌ها
- لک‌ها
- ترکمن‌ها
- تات‌ها
- گرجی‌ها
- ارمنی‌ها
- آشوری‌ها
- مندائی‌ها
- قزاق‌ها

### فارس‌ها
فارس‌ها بزرگ‌ترین قوم ساکن در ایران هستند. فارس‌ها حدود ۵۵٪ تا ۶۰٪ جمیعت ایران را شامل می‌شوند که در مناطق مختلف ایران پراکنده و دارای فرهنگ‌ها و گویش‌های گوناگون هستند. زبان فارسی، زبان مردم فارس و زبان مشترک اقوام‌های ساکن است و به باور برخی از پژوهشگران از نظر جغرافیایی وصل کننده اقوام ایران هستند.

### آذری‌ها
آذربایجانیها، یکی از پرجمعیت‌ترین گروه‌های قومی ایران هستند، که بیشتر در جهت شمال غربی کشور در حد فاصل غرب دریای مازندران تا دریاچه ارومیه حضور دارند. زبان مادری این مردم، ترکی آذربایجانی است، که ترکی، آذری و آذربایجانی نیز نامیده می‌شود، و ساختاری شبیه به ترکی استانبولی اما با لهجه نسبتاً متفاوت دارد. نیمی از آذربایجانی‌ها شهرنشین هستند. بزرگ‌ترین شهرهایی که آذربایجانی‌ در ان سکونت دارند به ترتیب؛ تهران، تبریز، ارومیه، اردبیل، زنجان، خوی و مراغه است، افزون بر این، مردم آذربایجانیها به صورت اقلیت‌های قابل توجهی، در شهرهای همدان و قزوین نیز سکونت دارند. بیشتر جمعیت ترکهای آذربایجانی شیعه مذهب و دارای فرهنگی ایرانی هستند. تغییر مذهب ایرانیان از سنی به شیعه توسط دودمان صفوی که آذری بودند صورت گرفت. اتنولوگ جمعیت گویشوران زبان ترکی آذربایجانی در ایران را در سال ۲۰۱۶ میلادی ۱۰٬۹۰۰٬۰۰۰ نفر برشمرده است و گسترش آن را در شمال غربی و مرکز ایران می‌داند.
لباس آذربایجانی یا لباس سنتی آذربایجانی، که از فرایندهای طولانی فرهنگ و دین و دیگر عوامل مردم آذربایجانی‌ها پدید آمده است، از نشانه‌های خاص آذربایجانی‌ها می‌باشد. از قرن بیستم به بعد، لباس آذربایجانی در شهرها کاربرد خود را از دست داده و حالت امروزی به خود گرفته است؛ ولی عموماً در مناطق عشایری و روستایی و مناطقی که اهالی آذربایجانی سکونت دارند، به مانند سابق کارکرد خود را حفظ کرده است.
موسیقی آذربایجانی به موسیقی سنتی مردمان آذربایجانی اطلاق می‌شود. هنرمندان آذربایجانی، با خلاقیت خود، موسیقی منحصربه فردی را می‌آفرینند؛ کسانی که این نوع موسیقی را به همراه سروده‌های خود به زبان ترکی آذربایجانی می‌خوانند، «عاشیق» خوانده می‌شوند. عاشیق‌ها در وصف آذربایجان و دلاوری‌های بزرگان آن، در مراسم جشن و عزاداری، سروده‌های زیبایی را به همراه موسیقی آذربایجانی می‌خوانند و مورد توجه مردم قرار می‌گیرند.

### کُردها
کُردهای ایران، به مردم مناطقی از ایران گفته می‌شود که کُردزبان می‌باشند. کُردها پس از فارس‌ها و آذربایجانی‌ها، سومین گروه قومی عمده در ایران به‌شمار می‌آیند. کردها در استان‌های آذربایجان غربی، کُردستان، کرمانشاه، ایلام، گلستان، تهران، گیلان، قزوین و اردبیل به صورت تجمعی، ایلیاتی و گتوهای شهری حضور دارند. در استان‌های دیگر نیز به صورت پراکنده به چشم می‌خورند. به گونه‌ای که در شمال خاوری کشور بیشتر جمعیت شهرستان‌های قوچان، بجنورد، شیروان، درگز، جاجرم و اسفراین کُرد هستند. شهروندان کُرد همچنین سرتاسر مرزهای میانی ایران-ترکمنستان را که منطبق بر کپه‌داغ است، پوشش می‌دهند. به جز این دو قلم‌رو، کُردها در قسمت‌هایی از کرانه دریای خزر شامل بخش‌هایی از شهرستان‌های هشتپر، کلاردشت، بهشهر، نوشهر و کُردکوی مستقرند. علاوه بر این جمعیت‌های کُرد در ورامین، کرج، هشتگرد، لوشان، خلخال و  به صورت تجمعی جای گرفته‌اند. به صورت جمعیت‌های استحاله‌یافته و ادغام‌شده، کُردها در مرکز ایران و استانهای اصفهان و یزد نیز حضور انبوه دارند (ایلهای گلباغی، خواجه‌وند، ضرابی و دنبلی).
با استناد به نقشه‌های جغرافیایی و برخی کتب می‌توان گفت که کُردها در شمال‌غربی و غرب، از حاشیه جنوبی رود ارس تا استان ایلام به صورت پیوسته و بدون فاصله، مرزهای بین‌المللی ایران را با کشورهای جمهوری خودمختار نخجوان، ترکیه، عراق و حکومت منطقه‌ای کُردستان، در اختیار دارند. اهمیت این پراکنش، به علت وجود شباهت‌های فرهنگی (زبان و نژاد) در آن سوی مرز بین‌المللی، دوچندان گردیده است.
کُردها با جمعیتی حدوداً ۷ تا ۸٫۵ میلیون نفری، ۱۰ درصد از اهالی ایران را تشکیل می‌دهند. بیشتر کُردهای ایران پیروی مذهب تسنن شافعی هستند اما در استان‌های کرمانشاه و ایلام بیشتر کُردها پیروی مذهب تشیع می‌باشند.
یکی از مهم‌ترین شاخصه‌های هویتی اقوام کرد، زبان کُردی می‌باشد. زبان کُردی زبانی است ایرانی و متعلق به گروه زبان‌های شمال غربی یا جنوب غربی این خانواده است و در گسترهٔ جغرافیایی خود، از گذشته تاکنون، به دلایل گوناگون از جمله شرایط جغرافیایی، طبیعی، اقلیمی، تاریخی، و سیاسی به شاخه‌ها و زیر شاخه‌های گوناگونی تقسیم شده است. از دیگر نمادهای برجسته قوم کُرد، لباس کُردی می‌باشد. پوشاک مردان و زنان کرد شامل تن‌پوش، سرپوش و پای‌افزار است. ساخت و کاربرد هریک از این اجزاء، بسته به فصل، نوع کار و معیشت و مراسم و جشن‌ها با یکدیگر تفاوت دارد. هرچند پوشاک نواحی مختلف کُردستان مانند مکریان، کرمانشاه، اورامان، گروس، پیرانشهر، سنندج، ایلام و … متفاوت است، اما از نظر پوشش کامل بدن، همه با هم یکسان هستند. ایل کُرد مدانلو زمانی زبان کُردی را به عنوان زبان مادری خود داشتند، اما اکنون زبان مازندرانی را به عنوان زبان اصلی خود پذیرفته‌اند. در همین راستا، ایل پازوکی در تهران، که ریشه در مناطق کُردزبان غرب ایران دارند، زبان فارسی را به‌طور کامل پذیرفته و زبان مادری خود را از یاد برده‌اند. این تحولات زبانی، به ویژه در میان اقوامی که در تماس مستمر با سایر گروه‌های زبانی و فرهنگی قرار داشته‌اند، قابل توجه است.

### بلوچ‌ها
بلوچ‌ها یکی از اقوام ایرانی، و بیشتر ساکن استان سیستان و بلوچستان هستند. امروزه بیش از ۱٫۳ میلیون نفر از بلوچ‌های ایرانی در استان سیستان و بلوچستان، هرمزگان، کرمان، خراسان رضوی و خراسان جنوبی و بقیه در سایر استان‌های ایران به سر می‌برند.
دین بیشتر مردمان بلوچ اسلام، و اکثریت آن‌ها از اهل سنت، پیرو مذهب حنفی اند. هرچند اقلیتی از شیعه و فرقه ذکری نیز در بین آن‌ها وجود دارد. زبان بلوچی از زبان‌های ایرانی شاخهٔ شمال‌باختری است. پوشاک بومی مردم بلوچ با پشتوانه‌ای تاریخی، به‌عنوان یکی از نمادهای پوشاک اصیل ایرانی به‌شمار می‌رود که بهره‌گیری از آن، هنوز در طراح و رنگ‌های گوناگونی در میان این مردم، گسترش دارد. در دوران کنونی، این پوشاک در تابستان بیشتر سفید هستند و در زمستان نیز به رنگ تیره در می‌آیند. طراحی پوشاک، رنگ و تزئینات روی آنان، همانند سوزن‌دوزی‌ها، گوناگونی دارد.

### عرب‌ها
عرب‌های ساکن ایران یکی از اقوام ایرانی هستند که در جنوب و جنوب غرب کشور و در بخش‌هایی از استان خوزستان ساکن‌اند. عرب‌های ساکن ایران بیشتر به گویش عربی خوزستانی که لهجه‌ای از عربی بین‌النهرینی است صحبت می‌کنند. بیشتر عرب‌های ایران در چهار استان خوزستان و هرمزگان و بوشهر و نواحی جنوبی استان ایلام و اندکی از آنان نیز در استان‌های خراسان رضوی و فارس پراکنده‌اند، با این حال بیشتر آنها در استان خوزستان ساکن هستند و عموماً شیعه دوازده امامی‌اند. البته عرب‌های سنّی مذهب نیز در ایران وجود دارند، اما درصد بسیار پایینی را شامل می‌شوند. تخمین زده می‌شود اعراب حدود دو و نیم میلیون نفر میلیون نفر معادل ۲٫۷۵ درصد از جمعیت ایران را تشکیل می‌دهند. مردم عرب خوزستان همچون دیگر مردم کشور ایران فرهنگ خاص خود را دارند و به تبعیت از دیگر مسلمانان، روز عید فطر از اهمیت و جایگاه بسیار بالاتری در فرهنگ عمومی ایشان برخوردار است و گرامیداشت این روز با هنجارها، رفتارها، و آداب و رسوم بسیاری همراه است. یکی دیگر از سنن کهن رایج در میان عربهای خوزستان مراسم گرگیعان است که هر ساله در پانزدهم ماه رمضان در اهواز اجرا می‌شود و در این شب، کودکان عرب با پوشیدن لباس‌های عربی به خیابان‌ها می‌آیند و کیسه‌های کوچکی که از قبل تهیه کرده‌اند را به گردن می‌آویزند و با خواندنِ سرودهای مردمی این شب، به در منزل همسایگان می‌روند و از آنان عیدی و شیرینی می‌گیرند. از دیگر مراسم بسیار مهم و رایج در بین عربها، می‌توان از مراسم قهوه خوری و دله قهوه نام برد که با آداب و تشریفات بسیار انجام می‌شود. عرب‌های خوزستان که در شهرهای مرکز و غرب و جنوب و جنوب شرقی خوزستان ساکن هستند، از دشداشه استفاده می‌کنند. دشداشه لباس است مردانه بلند و راحتی که معمولاً آن را با چفیه بین‌النهرینی (شماغ)، عقال و عبای عربی (بشت) می‌پوشند. دشداشه‌های گوناگون تفاوت جزئی دارند، مثلاً عرب‌های ایران و عراق دشداشهٔ یقه‌دار استفاده می‌کنند.

### لرها
لرها قومی کهن هستند که بیشتر در استان‌های لرستان، چهارمحال و بختیاری، کهگیلویه و بویراحمد، خوزستان، فارس، بوشهر، ایلام و همدان ساکن هستند اما در استان‌های دیگر نیز حضور چشمگیر دارند. از شهرهای بزرگ لرنشین می‌توان به خرم‌آباد، بروجرد، نهاوند، ملایر، یاسوج، شهر کرد، ایذه، بهبهان، بندر گناوه، اهواز، نورآباد ممسنی، بوشهر و… اشاره کرد. لرها به سه دسته لرهای شمالی، بختیاری و لرهای جنوبی تقسیم می‌شوند. لرهای شمالی در استان لرستان، همدان، ایلام و بخش‌هایی از خوزستان سکونت دارند. لرهای بختیاری در استان‌های چهارمحال و بختیاری، لرستان، اصفهان و خوزستان ساکن هستند. لرهای جنوبی در استان‌های کهگیلویه و بویراحمد، فارس، بوشهر و خوزستان سکونت دارند.
البته لرها در کشور عراق نیز حضور چشمگیر دارند و حدود ۲ میلیون لر در کشور عراق در شهرهای خانقین و … زندگی می‌کنند. لباس محلی لرها چوقا (بختیاری)، شال و ستاره (محلی لرستان) است که بسیار لباس‌های محلی زیبای هستند. لرها فرهنگ غنی دارند و ریشه در تاریخ دارد به عنوان مثال گلونی که یک نوع شال محلی است قدمتی ۳ هزار ساله دارد. دین اکثر لرها اسلام و شیعه دوازده امامی است. لرها قدمتی دیرینه دارند و قدمت آنها نزدیک به ۶۰ هزار سال است. اسکلت‌های کشف شده در غار کلدر در شمال شهر خرم‌آباد به ۶۰ هزار سال تخمین زده شده است. از مهم‌ترین مراسمات لرها می‌توان به عید نوروز (سال نُو)، شب یلدا (شو چله )، خانه بهاری (بهار مالگه)، چوب بازی (چُو وازی) و … می‌توان اشاره کرد. غذاهای محلی لرها بسیار خوشمزه و دلپذیر هستند مانند: گِله بِریژ، جگر وَز، کشکینه، گِرده، زِیر برنجی و …. از اشخاص معروف قوم لر می‌توان به سردار اسعد بختیاری، بی بی مریم بختیاری و ...اشاره کرد.

### لک‌ها
لک‌ها قومی قدیمی هستند که از بازماندگان قوم کاسی نیز هستند. لک‌ها اکثریت در غرب ایران زندگی می‌کنند. لک‌ها در استان‌های لرستان، کرمانشاه، همدان و ایلام سکونت دارند و از شهرهای لک نشین می‌توان به نورآباد (دلفان)، نهاوند،کوهدشت، الشتر، چراودول، هرسین، کنگاور، بیرانشهر، صحنه، سرابله و بخش‌های از کرمانشاه و خرم‌آباد اشاره کرد. لکی زبان مردم لک است و بیش از ۳۰ هزار واژه و قدمت ۵ هزار ساله دارد.
زبان لکی یکی از زبانهای باستانی است که ارتباط و شباهت زیادی با زبان پهلوی دارد. بسیاری هنوز معتقدند که (ل) آن از لر و (ک) آن از کُرد گرفته شده است. اما صرف همجواری لکی با دو زبان لری و کُردی این نظریه را اثبات نمی‌کند و پژوهش‌های پژوهش‌گران مختلف بیانگر این مطلب است که همجواری آنها باعث شده است که این زبانها از هم تأثیر بپذیرند. آنچه مسلم است، کُرد و لر دو قوم آریایی اند و وجوه مشترک فرهنگی بین آنها فراوان است و شاید همین امر سبب گردیده است که برخی از نویسندگان آنها را به عنوان یک قوم قلمداد می‌کنند. اصولاً بررسی‌های مردم‌شناسی در این مناطق نشان می‌دهد که وجوه مشترک بین لرها لرستان به ویژه لک‌های شمال لرستان با طوایف استان کرمانشاه و ایلام چشمگیر است، اما هرچه به طرف شمال کرمانشاه و به سوی کردستان حرکت می‌کنیم، فاصله فرهنگی و زبانی شدت می‌یابد، تا جایی که این گروه زبان همدیگر را نمی‌فهمند.
فرهنگ لکی آغشته از قدمت فراوانی دارد که در غارهای شهرهای کوهدشت، هرسین از قدمتی چندین هزار ساله می‌گوید به‌طور مثال غار میرملاس در شهرستان کوهدشت و مفرغ نوعی از آلیاژ برنز زادگاهش در مناطق لک نشین به خصوص در شهرستان کوهدشت و نورآباد (دلفان) است و از فرهنگ لکی تقویم لکی می‌باشد که قدمتی چند هزار ساله دارد از فرهنگ لکی می‌توان به اشعار شاعرهای لک زبان اشاره کرد که چهل سرود لکی شاهنامه لکی و.. را به زبان لکی به نوشتار درآورده اند. از غذاهای اصیل لکی می‌توان گفت آش محبوب غرب ایران مناطق زاگرس نشین ترخینه، گِلَه بریژ، بِز بریژ، جِگَروَز و شیرینی برساق نان محلی ساجی، شلکینه و گردَه اشاره کرد. از مشاهیر لک می‌توان به کریم خان زند بنیان‌گذار حکومت زندیه گفت که شاهی عادل و نام نیکو از ایل زند لک بود. حکومت‌های لک تبار در طول تاریخ نامدار بوده به عنوان مثال حکومت‌های ایران باستان، پادشاهی کاسیان، پادشاهی الیپی و بعد از اسلام، حکومت زندیه و حکومت آل خروشیدیان (هم لک تبار، هم لر تبار) گواهی بر تاریخ این قوم اصیل ایرانی می‌باشد. لک‌ها اکثراً از دین اسلام و شیعه دوازده امامی پیروی می‌کنند اما برخی از آنها یارسان یا اهل حق هستند. مردم لک با جمعیت نزدیک به ۲ میلیون نفر در ایران زندگی می‌کنند که عده ای در استان‌های لرستان، کرمانشاه، همدان، ایلام به زبان محلی مناطق لک نشین (لکستان) زندگی می‌کنند که اکثریت لک زبانان ایران در این چهار استان سکونت دارند و عده ای دیگر از این قوم ایرانی در استان‌های خراسان: (رضوی)، (شمالی)، استان قزوین، استان قم، استان آذربایجان غربی (دهستان لکستان) و استان شیراز زندگی می‌کنند .

### مازندرانی‌ها
مردم مازَنْدَرانی (به‌گونه کوتاه‌شده: مازَنی) یا مردم تَبَری یا مردم تَپوری (مازندرانی: مازِرونی (مازِنی) مردمون یا تَوِری مردمون یا تِپوری مردمون) یکی از اقوام ایرانی‌تبار هستند و به زبان مازندرانی سخن می‌گویند. آن‌ها یکی از کهن‌ترین اقوام ساکن در ایران هستند که در درازای چهار هزار ساله تاریخ تبرستان، هر چند به خاطر پیشینه تاریخی، تقویمی و زبان، ولی خود را جدای از ایران نمی‌دانستند.
این مردم در زبان مازندرانی به نام مازنی، مازرونی یا تبری/طبری خود را می‌شناسند در سرزمینشان طبرستان یعنی مازندران و گلستان بخش های بزرگی از استان های تهران و البرز و سمنان به صورت اکثریت زنده گی می‌کنند و در سایر مناطق ایران با جمعیت زیاد و کم در اکثریت استان‌های ایران به ویژه استان‌های گلستان، تهران، البرز، سمنان (ایل الیکایی) و قم ، اصفهان ، گیلان ،  خوزستان ، هرمزگان ، بوشهر ، قزوین ...... و سایر نقاط ایران؛ گسترده شده‌اند. مردمانی که امروزه اصالت مازندرانی دارند چه در استان مازندران و چه در استان‌های گلستان، سمنان و تهران و البرز جمعیتی بالغ بر ۷ هفت میلیون نفر دارند. دین و مذهب اکثریت مردم مازندرانی شیعه دوازده امامی است 

### گیلک‌ها
مردم گیلک قومی ایرانی‌تبار ساکن کرانه‌های جنوب غربی دریای مازندران هستند که ریشه در قوم باستانی ایرانی‌نژاد به نام گلای دارند و در سرزمینشان گیلان و به‌صورت اقلیت با جمعیت قابل توجه و زیاد  در استان‌های مازندران و تهران و البرز و قزوین و قم  و .... و سایر نقاط ایران زندگی می‌کنند. گیلک‌ها از شرق با مردم طبری یا مازندرانی‌ها، از غرب با تالش‌ها و از جنوب با تات‌ها همجوار هستند. گیلک‌ها به زبان گیلکی سخن می‌گویند که یکی از زبان‌های هندواروپایی از زبان‌های شمال غربی ایرانی است. محل سکونت‌شان از غرب به رضوانشهر و از شرق به تنکابن و از شمال به دریای کاسپین و از جنوب به الموت و طالقان می‌رسد و در نقاط مختلف به نام گیلک معروف است. اتنولوگ جمعیت گیلک‌ها در سال ۲۰۲۱، ۴/۶۰۰/۰۰۰، چهار میلیون ۶۰۰ هزار نفر برآورد کرده است اما طبق آمار های رسمی و بین المللی جمعیت واقعی مردم گیلک بالای ۵ پنج میلیون نفر بر آورد می شود . دین و مذهب اکثریت مردم گیلک شیعه دوازده امامی است .

### سمنانی‌ها
مردم سمنانی به مردم بومی شهرستان‌های سمنان، سرخه، دامغان و شاهرود گفته می‌شود که عده ای از آن‌ها به یکی از گویش‌های زبان کومشی گویش می‌کنند. قوم کومش، کومش گستره جنوب البرز است، از قدیم الایام ساکنان این منطقه کومشی می‌گفتند این منطقه در تقسیمات کشوری ایران با نام سمنان شناخته می‌شود.
امروزه گویش کومشی تنها در شهرستان سمنان، سرخه و مهدی‌شهر و نواحی افتر، لاسجرد، بیابانک و ده نمک گویش می‌شود و در دیگر نواحی آن زبان فارسی و تاتی و مازندرانی رایج است. به اعتقاد زبانشناسان از منطقه سمنان تا گرمسار هیچ گونه بومی از زبان فارسی شناخته نشده است و شهر سمنان و روستاهای اطراف سمنان گویش کومشی خود را حفظ نموده‌اند.

### لارستانی‌ها
مردم اَچُم، همچنین به نام‌های لارستانی، لاری، خودمونی،: 6-19  یا عجمی (در کشورهای حاشیه خلیج فارس)،: 6-19  مردمان ایرانی‌تبار هستند که در جنوب ایران و کشورهای عربی حوزه خلیج فارس ساکن هستند، سرزمینی که از لحاظ تاریخی به نام ایراهستان، و امروزه با نام اچمستان شناخته می‌شود. آنها عمدتاً مسلمانان سنی با اقلیت شیعه هستند.
منطقه تاریخی ایراهستان از چند شهرستان تشکیل شده است، از جمله هرمزگان (جاسک، بشاگرد، سیریک، میناو، رودان، بندر عباس، خمیر، شهرستان بستک: شهر بستک: گوده، فتویه، دهتل؛ جناح: فرامرزان، دهستان جناح، کوخردهرنگ؛ بندر لنگه، پارسیان/گاوبندی، کوهیج)، فارس (لارستان، لار، لامرد، مهر: اسیر، گله دار، وراوی؛ گراش، خنج، جهرم، اشکنان، بیرم، اشکنان)، بوشهر (عسلویه، کنگان، جم، دیر).
گروهی از مردم اَچُمستان (که اکثریت یهودی بوده‌اند) به اسرائیل و اقلیت به آمریکا، شیراز، و تهران مهاجرت کرده‌اند و برخی نیز مهاجرت نکرده‌اند.

### ترکمن‌ها
ترکمن‌ها شاخه‌ای از ترکان آسیای میانه هستند که از عهد قدیم در صحراهای وسیع بخش سفلای رود سیحون و میان دریای آرال به زندگی‌ کوچ‌نشینی روزگار می‌‌گذراند . تا حدود قرن هفتم میلادی، ترکمن‌ها جزئی از قوم ترک بودند. ایران یکی‌ از مراکز عمده اسکان ترکمن‌هاست. ترکمن‌های ایران بیشتر در جنوب‌شرقی‌ دریای مازندران و در ترکمن صحرا سکونت دارند. از لحاظ استانی، سکونتگاه‌های آنها در استانهای گلستان، شمال خراسان رضوی و خراسان شمالی پراکنده است.

### تات‌ها
تات‌های ایران (به تاتی: Irune Tâtun، ایرون تاتون) یا تات‌های جنوبی از اقوام ایرانی‌تبار هستند و به شکل پراکنده و نقطه‌ای در شمال ایران (از آذربایجان تا شمال خراسان) زندگی می‌کنند. بیشتر جمعیت تات‌های ایران در استان‌های مرکزی، قزوین، تهران، کرج، اردبیل، زنجان و خراسان شمالی دماوند، دانسفهان، سگزآباد، اشتهارد، ابراهیم‌آباد، ایوانکی، برغان، زیاران، خوزنان، آقچری، طالقان، امیرنان، خیارج، زرندیه، شال، اسفرورین، شهر تاکستان، الموت، سپوهین، جولفاده، موشقین، و شاهرود، خلخال، رودبار، طارم، جاجرم و اسفراین و شهرستان گرمه شهرستان آران و بیدگل استان اصفهان و استان فارس شهرستان نی‌ریز دیده می‌شوند.
تات‌های ایران، بیشترشان در شهرستان‌های تاکستان، اشتهارد در استان قزوین زندگی می‌کنند و این منطقه، بزرگ‌ترین منطقهٔ تات‌نشین ایران است از جمله شهرهای تات‌زبان سگزآباد. دانسفهان، خوزنین، شال، اسفرورین، خیارج و ابراهیم است. بقیه نیز در استان‌های مرکزی روستاهای وفس، گورچان (فراهان)، چهرقان الویر، ویدر و فرک، خراسان شمالی، سمنان، زنجان، البرز، آذربایجان شرقی، اردبیل (بخش شاهرود) و همچنین در مناطق برغان، چندار، به سر می‌برند.

### تالش‌ها
مردم تالش قومی ایرانی‌تبار  هستند که ریشه آن به قوم کادوسیان میرسد که سکونتگاه اصلی آن‌ها در البرز غربی از جنوب شرقی جمهوری آذربایجان آغاز شده و تا شمال غربی و غرب استان گیلان و بخش‌هایی از استان اردبیل در ایران ادامه دارد.

### گرجی‌ها
گرجی‌های ایران گروهی از مردم گرجی، و یکی از قومیت‌های ساکن ایران هستند که نیاکان آن‌ها عمدتاً به دلیل مقاومت در برابر پادشاهان ایران، از وطن خود گرجستان، به ایران تبعید می‌شدند. به‌طوری‌که در طول حکومت سلسله‌های صفویه، افشاریه و قاجاریه گرجی‌های بسیاری در نواحی مختلف ایران پراکنده شدند و بیشتر آنان در شهرستان های فریدن، فریدونشهر و بوئین میاندشت استان اصفهان سکونت دارند و امروزه پس از گذشت حدود سه سده، تنها صد هزار تَن از آنان قابل شناسایی هستند که از این میان برخی از گرجی‌های مناطقِ ساحلیِ شمالِ ایران با حفظ برخی از عناصر فرهنگی خود یعنی: لباس، رقص، موسیقی، آشپزی و معماری شناخته می‌شوند و همچنین بعضی از گرجی‌های مناطقِ کوهستانیِ غربِ اصفهان به واسطهٔ سخن گفتن به زبان گرجی قابل شناسایی هستند.

### ارمنی‌ها
ایرانی‌های ارمنی یا ارمنیان ایران یا ایرانیان ارمنی‌تبار (به ارمنی: իրանահայ) گروه قومی از شهروندان ایران هستند که در تهران، اصفهان، تبریز، شیراز، رشت، بندرانزلی، اراک و سایر شهرها سکونت دارند. جمعیت آنان در ایران بین ۸۰ تا ۱۲۰ هزار نفر است. ایرانیان ارمنی بزرگ‌ترین گروه مسیحیان ایران هستند.

### آشوری‌ها
جمعیت آشوریان ایران در میانهٔ سده نوزدهم میلادی به ۱۳۸٬۰۰۰ نفر می‌رسید که عمدتاً در آذربایجان غربی ساکن بودند و به دو گروه عمدهٔ مسیحیان نستوری و کاتولیک تقسیم می‌شوند. جمعیت آشوریان ایران در میانهٔ قرن بیستم میلادی به ۲۰٬۰۰۰ نفر کاهش پیدا کرد.  در سال ۱۳۸۷ نیز جمعیت آشوریان ایران حدود ۲۰٬۰۰۰ نفر برآورد شد.

### ترک‌های خراسان
ترک‌های خراسانی بخشی از مردمان ترک‌تبار ساکن خراسان که به زبان ترکی خراسانی سخن می‌گویند و پیرو مذهب شیعهٔ دوازده‌امامی هستند. جمعیت این گروه در درون ایران و نواحی همسایه در ترکمنستان و فراتر از آمور دریا با استناد به دانشنامه ایرانیکا بیش از یک میلیون نفر برآورد می‌شود.
آنان در شهرستانها، شهرها، و روستاهای مختلف استانهای خراسان شمالی، خراسان رضوی، همچنین بخش کالپوش استان سمنان، استان گلستان و شرق استان مازندران به‌صورت پراکنده و در کنار دیگر اقوام ایرانی زندگی می‌کنند.

### خلج‌ها
خلج‌ها قومی ترک هستند که عمدتاً در ایران سکونت دارند. در ایران هنوز به زبان خلج صحبت می‌کنند، اگرچه بیشتر آنها فارس شده‌اند.
محل عمده سکونت خلج‌ها در مرکز ایران است که هنوز هم تحت نام «خلجستان» شناخته می‌شود. خلجستان از بخش‌های شهر قم است که از شمال به جعفرآباد و از خاور و جنوب به حومه قم از جنوب باختری به شهرستان آشتیان و از باختر به شهرستان تفرش محدود می‌گردد. جمعیت بخش خلجستان بر اساس سرشماری سال ۱۳۷۵ برابر است با ۱۴۲۸۸ نفرمی باشد.۷۲ منطقه‌ای کوهستانی که در جنوب غربی تهران در مسیر اراک و در غرب ساوه واقع شده‌است و قسمت عمده شهرستان‌های اراک و ساوه در استان مرکزی را در بر می‌گیرد. نه تنها در این منطقه بلکه در نواحی مجاور واقع در ایالت از مناطق زاگرس مرکزی روستاهایی با نام‌هایی مانند خلج، خلج‌آباد، نهرخلج (از توابع شهرستان فریدن) و غیره مشاهده می‌شود که حاکی از منزلگاه‌های قدیمی‌تر اعضای قبیله خلج است. خلج‌ها در شمال فارس و به خصوص در شهرستان صفاشهر ساکن اند که لهجه آن‌ها به شدت تحت تأثیر ترکی قشقایی قرار گرفته‌است همچنین در روستای سیبلی شهرستان آستارا در بخش خلج محله نیز ساکن هستند.

### قشقایی‌ها
قشقایی یا ایل قشقایی نام دومین
اتحادیهٔ ایلی بزرگ ایران و بزرگترین ایل در جنوب کشور می باشد که مانند بسیاری از اتحادیه‌های ایلی متأخر ایران مخلوطی از قبیله‌هایی با ریشه‌های قومی گوناگون ترک، لر، کرد و عرب است، اما بیشتر قشقایی‌ها ریشه‌ای ترک دارند و تقریباً اکثریتشان به جز کُرُشی ها، به گویشی از زبان‌های ترکی اغوز غربی صحبت می‌کنند که خود آن را ترکی می‌نامند. اکثریت قشقایی‌ها شیعه‌مذهب هستند.
مرکز اصلی این ایل استان فارس است. اما به دلیل وسعت اراضی و قلمرو در دیگر استان‌ها نیز ساکن هستند. از این جمله می‌توان به استان‌های کهگیلویه وبویراحمد (گچساران)، چهارمحال و بختیاری (بروجن، سامان، کیان، جونقان، بلداجی، طاقانک، بارده، هرچگان)، خوزستان (هفتکل) و (زیدون)، اصفهان (شهرضا، قسمتهایی از سمیرم، دهاقان، فریدن و لنجان) و بوشهر (دشتستان و دشتی) یزد (ابرکوه) اشاره نمود. قشقایی‌ها در دوره‌های مختلف به‌تدریج به این سرزمین کوچیده و در آن ساکن شده‌اند.

### شاه‌سونها
شاهسَوَن (به لهجهٔ ترکی شاهسَوَنی: شَسَوَن یا شَهسَوَن)، نام تعدادی گروه ایلی از مردم آذربایجان است که در بخش‌هایی از شمال غرب ایران به ویژه دشت مغان و اردبیل و نواحی خرقان و خمسه، واقع در میان زنجان و تهران و قم به سر می‌برند.

### براهویی‌ها
براهویی‌های ایران از حوزهٔ بلوچستان به‌ندرت بیرون رفته‌اند و بیشتر در نواحی سراوان، خاش و سیستان پراکنده بوده‌اند. شهر سراوان در قدیم اردوگاه تابستانی براهویی بوده‌است.
براهویی‌ها را بازماندهٔ اقوام اولیهٔ ساکن ایران و هند، پیش از آریایی‌ها دانسته‌اند که در هندوستان به دراویدیان شهرت یافتند تقریباً همهٔ محققان، بنابر ویژگی‌های ظاهری و اندامی براهویی‌ها، آن‌ها را غیر بلوچ می‌دانند.

### گروه‌های دینی و مذهبی
- اسلام (شیعیان ایران، اهل سنت ایران، اسماعیلیه در ایران، تصوف در ایران)
- زرتشتیان ایرانی
- یهودیان ایرانی
- مندائی‌ها
- مسیحیان ایرانی (ارمنی‌ها، آشوری‌ها، کلدانی‌ها)
- یارسان
- بهائیان ایرانی

بسیاری از حاملان پایداری زبان فارسی از اهل تسنن در ایران بوده‌اند و سهمی مهم در اعتلا و پایداری زبان فارسی داشته‌اند. نظامی گنجوی، خاقانی شروانی، صائب تبریزی، حافظ شیرازی، منوچهری دامغانی، فرخی سیستانی، گلشن کردستانی و دیگران.

## چالش‌های اقوام در ایران

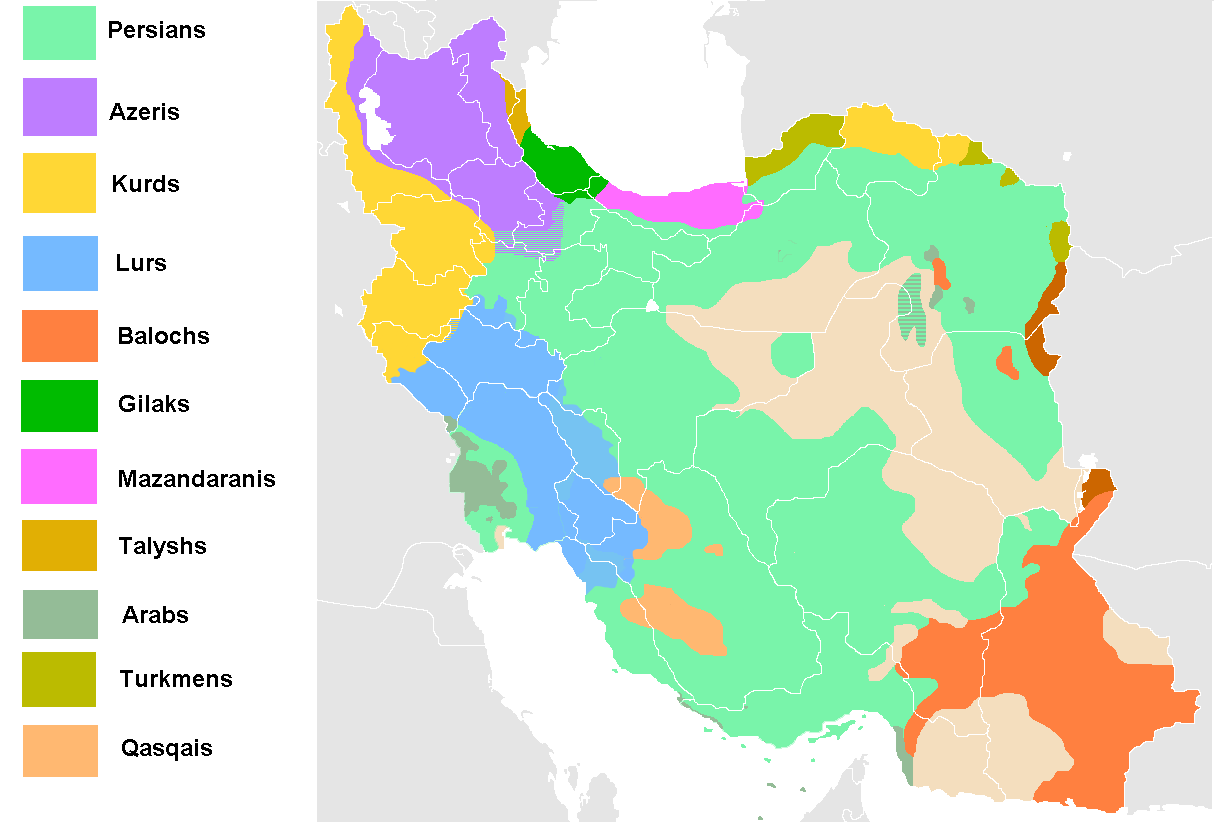

در جهان کمتر کشوری وجود دارد که از یک قوم و ملت باشد و مساله‌ای مرتبط با اقوام در کشورش نداشته باشد، البته چگونگی‌ صورت‌بندی مساله اقوام و راهکارهای برخورد با آن یکسان نبوده است. 
ایران کشوری است با اقوام و گروه‌های متنوع و گوناگون که بر اساس دلایل تاریخی، اجتماعی، سیاسی، فرهنگی، اقتصادی و … در سراسر سرزمین ایران پراکنده شده‌اند. عمده‌ترین گروه از میان اقوام و مذاهب که در واقعیت ۳۰٪ از جمعیتی را در کشور تشکیل می‌دهند فارس‌ها و پیروان مذهب تشیع می‌باشند. امروزه در ایران، هویت‌های جمعی مختلف قشقایی، لر، بلوچ، ترکمن، تورکجه، طبری (مازندرانی)، گیلک، تالش، تات و اچومی/لارستانی و کمسنانی/سمنانی و کُرد و بیس از ۳۰ قوم دیگر ساکنند.
باورمندان به نظریه‌های کشمکش و تضاد اعتقاد دارند در ایران بیشتر قدرت، ثروت، امکانات و تسهیلات در دست مرکزنشینان عمدتاً شیعه مذهب و فارس قرار گرفته آنان با تحمیل ارزش‌ها و باورهای خود به سایر اقوام، مذاهب و گروه‌های کشور آنان را از نظر هویتی و امکانات در سایه و حاشیه قرار داده‌اند. طبق این نظریات عمده‌ترین مسئله اجتماعی دربارهٔ چالش‌های اقوام در ایران را می‌توان گسست اجتماعی و سیاسی نام برد که موجب شکل‌گیری مطالبه عدالت‌محور از جانب اقوام و اقشار جامعه ایران شده است. می‌توان تغییرات وضعیت معیشتی و اقتصادی کشور را به‌عنوان یک پدیده محوری نام برد که بنیان سایر مطالبات اقوام شده است. طبق این دیدگاه این وضعیتْ حاصل نوع مدیریت سرمایهٔ اجتماعی کشور است که دهه‌هاست با زوال مواجه شده است و منشأ سایر چالش‌ها گشته است.
طبق ادعای باورمندان به وجود تبعیض قومیتی در ایران، بخش عمده صنایع سنگین، ازجمله شرکت‌های فولاد و خودروسازی در استان‌های فارس‌نشین نظیر اصفهان، البرز، سمنان، و مرکزی استقرار یافته‌اند و بیشترین حجم درآمدهای اقتصادی به این استان‌ها اختصاص دارد.
بعد از فارس‌ها، آذری‌ها (به‌خصوص در استان آذربایجان شرقی) از لحاظ تأمین درآمدهای اقتصادی در مرحلهٔ دوم بهره‌مندی قرار دارند.
در مناطق کردنشین ایران، از شهرهای جنوب استان آذربایجان غربی گرفته تا استان‌های کردستان و کرمانشاه و ایلام، در بخش صنعتی، توسعه کارخانه‌ها و کارگاه‌ها و شهرک‌های صنعتی ناچیز است و آمار بیکاری در این مناطق، با وجودِ نیروی انسانی جوان و تحصیل‌کرده بالا است و این جوانان مجبورند برای امرار معاش به استان‌های دیگر، به‌خصوص تهران، کوچ کنند یا در کارگاه‌های تولیدی در استان آذربایجان شرقی و دیگر مناطق به کار مشغول شوند.برخی از کارشناسان یکی از علت‌های کمبود تأسیسات صنعتی و بالا بودن حساسیت‌های امنیتی دربارهٔ کردها را به زبان و مذهب متفاوت آن‌ها نسبت به چارچوب‌های حاکمیت می‌دانند که در آن زبان فارسی و مذهب تشیع جزو ساختارهای بنیادین آن حساب می‌آیند.
عرب‌های ایران در استان‌های خوزستان، بوشهر و هرمزگان پراکنده شده‌اند. نفت‌خیز بودن مناطق محلّ سکونت آن‌ها و وجود بنادر مهم جنوب غرب و جنوب کشور در آن مناطق موجب رونق بازرگانی و تجارت بین‌المللی در آن‌جا شده است و جدا از نیروی کار منطقه‌ای، پذیرای نیروی کار دیگر مناطق نیز هست و محلّ اشتغال غیرعرب‌ها شده است که این موضوع احساس نابرابری و نارضایتی عرب‌ها از حاکمیت را فراهم کرده است. به علاوه کمبود زیر ساخت‌ها رفاهی، بیکاری فزاینده، بحران آب آشامیدنی و آب کشاورزی، آلودگی هوا، تداوم پروژه انتقال آب، نادیده گرفتن شاخصه‌های هویت عربی در سیاست گذاری‌ها و تصمیم‌گیری‌ها همگی موجب نارضایتی‌های روزافزون در این مناطق شده است که نمود آن را می‌توان در اعتراضات مختلف در کشور مانند دی ۹۶، آبان ۹۸، تابستان ۱۴۰۰، تأسیس احزاب مخالف حکومت و گروه‌های مسلح مانند جنبش آزادی‌بخش الاحواز مشاهده کرد.
درهایت می‌توان گفت احساس نارضایتی و نابرابری در میان اقوام و تصور نقش حاکمیت در ایجاد و تداوم آن از گذشته شکل گرفته و روزبه‌روز اوج گرفته است و در این باره داده‌های حاکی از آن است که بلوچ‌ها بدترین شرایط اقتصادی و بیشترین نارضایتی را دارند و دلیل عمدهٔ این مسئله را تفاوت دوگانهٔ قومیتی و مذهبی خود با حاکمیت می‌دانند.
به اعتقاد کارشناسان و متخصصان اجتماعی، برعکس باورهای رایج که تمرکزگرایی در قدرت و ثروت را عاملی برای اقتدار، ثبات و امنیت کشور می‌دانند، اصل تمرکزگرایی در حوزه‌های مختلف در کشور می‌تواند عاملی برای بروز تبعیض میان اقوام، افزایش فساد در قدرت و بروز شکاف میان گروه‌ها و مردمان مختلف در کشور باشد،